# Mario Majoni
Mario Majoni, född 27 maj 1910 i Genua, död 16 augusti 1985 i Genua, var en italiensk vattenpolospelare och -tränare. Han representerade Italien i OS vid olympiska sommarspelen 1948 i London. Han var chefstränare för Italiens herrlandslag i vattenpolo 1950–1956 och 1964–1972.
I OS-turneringen 1948 tog Italien guld och Majoni spelade fyra matcher. Han deltog också i EM-turneringen i Monte Carlo 1947 som Italien vann. Efter spelarkarriären tränade Majoni landslaget i två omgångar. Under Majonis första period som tränare tog Italien brons i OS-turneringen 1952 och i EM-turneringen 1954.